# Isla Ángel de la Guarda
Isla Ángel de la Guarda is een Mexicaans eiland in de Golf van Californië. Het is onderdeel van de staat Neder-Californië en ligt ten noordwesten van het grootste Mexicaanse eiland Tiburón. Ángel de la Guarda is met 855 km² het op een na grootste eiland.
Het is gescheiden van het schiereiland Neder-Californië door de zeestraat Canal de las Ballenas.